# Curologi
Curologi er læren om omsorg og sygepleje.
cura kommer fra latin og betyder omhu, omsorg eller bekymring.
Curologi som begreb og som fag er begyndt at vinde ind på det sygeplejefaglige område.
Den amerikanske sygeplejeforsker Donna Vredevoe fremsætter 4 kerneområder som curologi omfatter:
Stress og stressreduktion,velvære og sundhedsfremme, kommunikation og undervisning
samt reduktion af gener og bivirkninger ved sygdom og behandling.